# Sebastiano Ceccarini

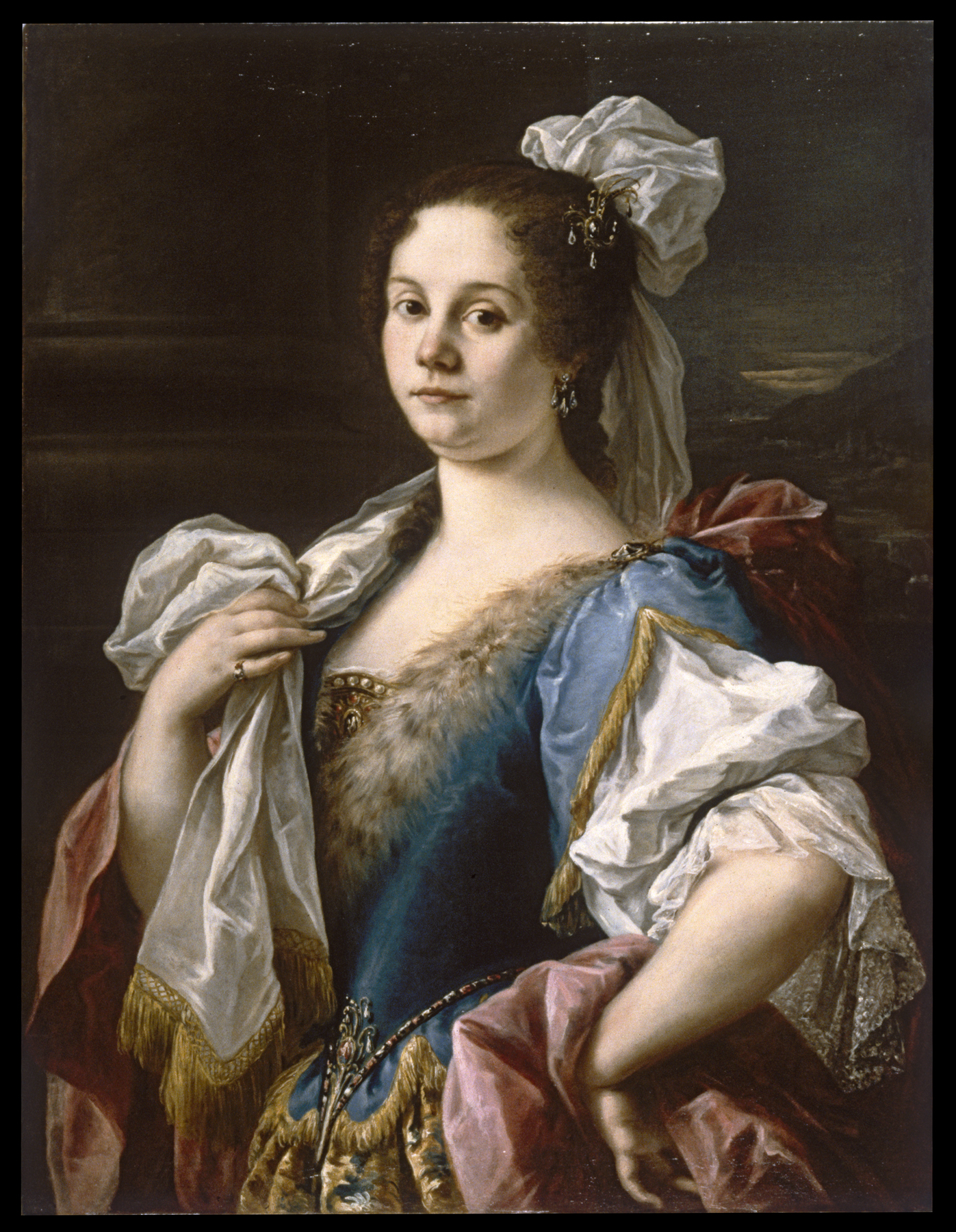
Porträt einer Dame

Sebastiano Ceccarini (* 17. Mai 1703 in Fano; † 26. August 1783 ebenda) war ein italienischer Porträtmaler.
Geboren als Sohn von Carlo Antonio Ceccarini und Maria Lavinia Fanelli, verlor Sebastiano seinen Vater im Alter von dreizehn Jahren und wurde von seinem Onkel, dem Pfarrer Don Giuseppe Fanelli erzogen. Er wurde Schüler vom Maler Francesco Mancini. Ende 1724 folgte Ceccarini seinem Meister nach Rom, wo er bis Mai 1729 blieb.
Er war wieder in Rom von Februar 1731 bis März 1735 tätig, unternahm Studienreisen nach Pesaro, Urbino, Perugia, Bologna, Venedig, Florenz. Am 14. Oktober 1738 heiratete er die Römerin Candida Marini. Das Ehepaar bekam elf Kinder. Die Ehefrau starb 1767.
Zu seinen Schülern und Mitarbeitern gehörten u. a. seine Söhne Nicola und Giuseppe sowie der Sohn seiner Schwester Elisabetta, Carlo Magini.